# Odlanier Solis
Odlanier Solis, född 5 april 1980 i Havanna, Kuba, är en kubansk boxare som tog OS-guld i tungviktsboxning 2004 i Aten. Vid tre tillfällen, 2001, 2003 och 2005, har han tagit guld i amatör-VM i boxning.